# AK-630
L'AK-630 è un cannone automatico sovietico/russo da 30 mm a 6 canne rotanti. Il cannone ha una cadenza di tiro di 3000-5000 colpi al minuto ed è raffreddato ad acqua; controllato dal sistema radar 'Bass Tilt' che, disgiunto dall'affusto, può controllare il fuoco di una o due torri. Il sistema è chiuso in torrette minuscole, difficili da vedere, con 2000 colpi disponibili sottocoperta, e rappresentano il primo CIWS entrato in servizio. Lo sviluppo è iniziato nel 1963 e la fase di test è durata fino al 1966, ma i primi esemplari trovarono impiego solo a partire dal 1976 e la produzione di serie iniziata due anni dopo per sostituire il sistema AK-230 ormai obsoleto.
Il sistema equipaggia imbarcazioni come corvette, le motocannoniere e fregate e anche unità navali maggiori. La loro compattezza del sistema ne rende semplice l'installazione.
Il sistema è stato sostituito nelle nuove costruzioni della Marina Russa dal più moderno Kaštan.

## AK-630M
Durante l'installazione del sistema sono emersi numerosi problemi che non si erano manifestati durante i test per cui è stato necessario apportare alcune modifiche al modello originario e nel 1979 il sistema dopo le modifiche è stato denominato AK-630M.

## AK-630M1-2
Nel 1983 era stato deciso di modificare il sistema con l'aggiunta di una seconda mitragliera; il sistema venne denominato AK-630M1-2, ma la sua produzione in serie non venne avviata e l'unica unità navale ad essere equipaggiata con tale sistema fu una motocannoniera missilistica della Classe Matka.

## AK-306

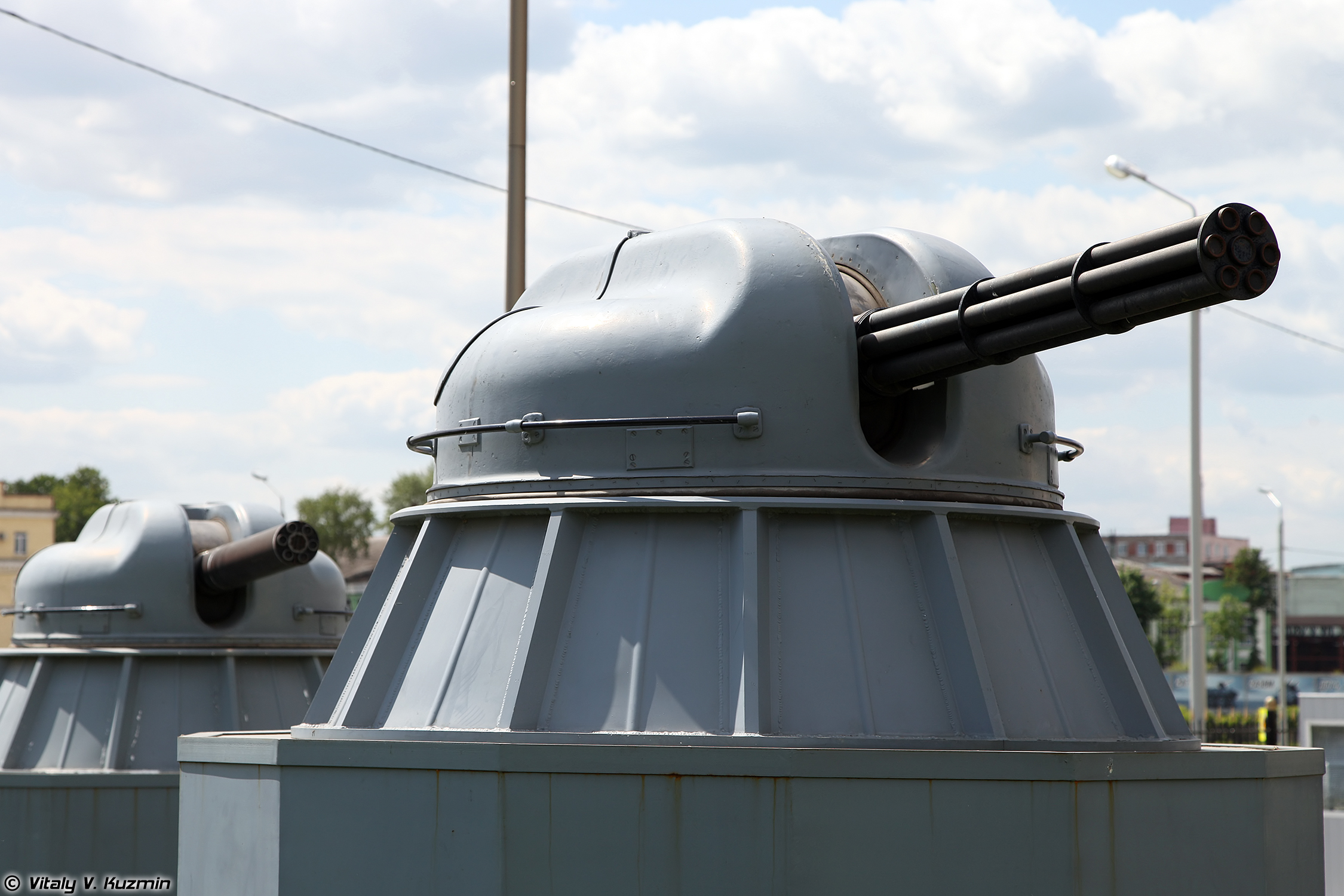
L'AK-306 è davanti all'AK-630M

Venne anche introdotta una versione ridotta del sistema AK-630M, denominata AK-306, raffreddato ad aria che si distingueva dal sistema AK-630 oltre che per l'assenza del sistema di raffreddamento ad acqua, per l'utilizzo dell'energia elettrica per alimentare automaticamente il sistema, invece di utilizzare gas di scarico e per la mancanza di radar controllo del tiro. Il sistema AK-306 più che un sistema anti-missile è un'arma per il combattimento di superficie per piccole imbarcazioni. Altra differenza rispetto al sistema AK-630 è un sistema di guida esclusivamente ottica e la mancanza di radar di guida. La progettazione è iniziata nel 1974 e il sistema è entrato in servizio nel 1980 e la sua produzione terminata nel 1986.

## Confronto tra AK-630 e altri CIWS
|                      | AK-630                                        | Phalanx CIWS                                    | Goalkeeper CIWS                            | DARDO                          |
| -------------------- | --------------------------------------------- | ----------------------------------------------- | ------------------------------------------ | ------------------------------ |
| Peso                 | 9114 kg                                       | 6200 kg                                         | 9902 kg                                    | 5500 kg                        |
| calibro              | 30 mm a 6 canne rotanti GSh-6-30 tipo Gatling | 20 mm a 6 canne rotanti M61 Vulcan tipo Gatling | 30 mm a 7 canne rotanti GAU-8 tipo Gatling | 40 mm binato Bofors 40 mm L/70 |
| Cadenza di tiro      | 5000 colpi/min                                | 4500 colpi/min                                  | 4200 colpi/min                             | 600/900 colpi/min              |
| Gittata massima      | 4000 m                                        | 2000 m                                          | 3600 m                                     | 12500 m                        |
| magazzino            | 2000 colpi                                    | 1550 colpi                                      | 1190 colpi                                 | 736 colpi                      |
| velocità alla volata | 900 m/s                                       | 1100 m/s                                        | 1109 m/s                                   | 1000 m/s                       |
| Elevazione           | −13°/+78°                                     | −75°/+55°                                       | −75°/+64°                                  | −13°/+85°                      |
| angolo di tiro       | 360°                                          | −150°/+150°                                     | 360°                                       | 360°                           |

## Utilizzatori
(passati e presenti)
- Bulgaria
- Cina
- Germania Est
- India
- Indonesia
- Polonia
- Romania
- Slovenia
- Unione Sovietica
  -  Kazakistan
  -  Lituania
  -  Russia
  -  Belgio
  -  Ucraina
- Vietnam
- Yemen